# براندون (حوزه سرشماری)، ورمانت
براندون (به انگلیسی: Brandon) یک منطقهٔ مسکونی در ایالات متحده آمریکا است که در Brandon واقع شده‌است. براندون ۷٫۴ کیلومتر مربع مساحت و ۱٬۶۴۸ نفر جمعیت دارد و ۱۳۰ متر بالاتر از سطح دریا واقع شده‌است.